# 超球面

直交射影としての 2 次元球面ワイヤフレーム

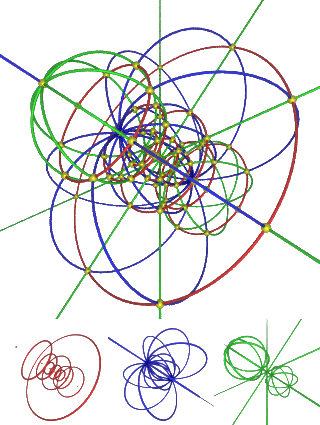
立体射影が球面の表面を平面に射影できるのと全く同じように、3 次元球面の表面も 3 次元空間に射影できる。このイメージは 3 次元空間に射影された 3 つの座標方向を示している：
parallels（赤）、meridians（青）、hypermeridians（緑）。ステレオグラフ射影の等角性によって、曲線は 4 次元においてそうであるように互いに直交に（黄色の点で）交わる。曲線のすべては円である： <0,0,0,1> と交わる曲線は無限大の半径を持つ（＝直線）。

数学において、n 次元球面（n-じげんきゅうめん、英: n-sphere, n 球面）は普通の球面の n 次元空間への一般化である。任意の自然数 n に対して、半径 r の n 次元球面は中心点から距離 r にある (n + 1) 次元ユークリッド空間における点の集合として定義される。ここで半径 r は任意の正の実数でよい。したがって、原点を中心とする n 次元球面は
{\displaystyle S^{n}=\{x\in \mathbb {R} ^{n+1}:\|x\|=r\}}
によって定義される。これは (n + 1) 次元ユークリッド空間内に存在する n 次元多様体である。
特に：
- 零次元球面は二点、すなわち直線内の（一次元の対象である）線分の零次元の対象である端点の対、
- 一次元球面は円、すなわち平面内の（二次元の対象である）円板の一次元の対象である円周、
- 二次元球面は三次元空間における（三次元の対象である）球体の二次元の対象である表面

である。
次元 n > 2 の球面は超球面 (hypersphere) と呼ばれることがあり、3 次元球面は glome と呼ばれることがある。原点に中心のある半径 1 の n 次元球面は n-次元単位球面または単位 n 次元球面 (unit n-sphere) と呼ばれ、Sn と表記される。単位 n 次元球面はしばしば the n-sphere と呼ばれる。
n 次元球面は (n + 1) 次元球体の表面あるいは境界であり、n 次元多様体である。n ≥ 2 に対して、n 次元球面は正の定曲率の単連結 n 次元多様体である。n 次元球面にはいくつかの他の位相的記述がある。例えば、2 つの n 次元ユークリッド空間を貼り合わせることによって、n-次元超立方体の境界を一点と同一視することによって、あるいは (n − 1) 次元球面の懸垂を（帰納的に）作ることによって構成できる。

## 解説
任意の（0を含む）自然数 n に対して、半径 r の n 次元球面は (n + 1) 次元ユークリッド空間のある固定された点 c から距離 r にある点全体の集合として定義される。ここで r は任意の正の実数でよく、c は (n + 1) 次元空間の任意の点でよい。特に：
- 零次元球面は点のペア {c − r, c + r} であり、線分（一次元球体）の境界である。
- 一次元球面は中心が c にある半径 r の円であり、円板（二次元球体）の境界である。
- 二次元球面は三次元ユークリッド空間内の通常の二次元球面であり、通常の球体（三次元球体）の境界である。
- 三次元球面は四次元ユークリッド空間内の球面である。

### (n+ 1) 次元空間におけるユークリッド座標
n-次元球面 Sn を定義する (n + 1)-次元空間内の点 (x1, x2, …, xn+1) 全体の成す集合は、方程式
{\displaystyle r^{2}=\sum _{i=1}^{n+1}(x_{i}-c_{i})^{2}}
によって表される、ただし c = (c1, c2, …, cn+1) は中心であり r は半径である。
上の n 次元球面は (n + 1) 次元ユークリッド空間に存在し、n 次元多様体の例である。半径 r の n 次元球面の体積形式 ω は
{\displaystyle \omega ={1 \over r}\sum _{j=1}^{n+1}(-1)^{j-1}x_{j}\,dx_{1}\wedge \cdots \wedge dx_{j-1}\wedge dx_{j+1}\wedge \cdots \wedge dx_{n+1}=*\;dr}
によって与えられる、ただし ∗ はホッジスター作用素である； r = 1 の場合のこの公式の証明と議論は Flanders (1989, §6.1) を見よ。結果として、{\displaystyle dr\wedge \omega =dx_{1}\wedge \cdots \wedge dx_{n+1}.}

### n次元球体
n 次元球面によって囲まれる有界領域は (n + 1) 次元球体 (n-ball) と呼ばれる。(n + 1) 次元球は n 次元球面を含めば閉集合であり、含まなければ開集合である。
具体例：
- 一次元球体は通常は線分と呼ばれる。零次元球面を成す二点を結ぶ線分という意味で零次元球面の内部と理解することができる。
- 二次元球体は通常は円板と呼ばれ、円周（一次元球面）の囲む領域になっている。
- 三次元球体は単に球体と言えば普通はこれのことで、通常の球面（二次元球面）の内部である。
- 四次元球体は三次元球面の内部である、etc.

### 位相的記述
位相幾何学的には、n 次元球面は n 次元ユークリッド空間の1点コンパクト化として構成できる。手短に言えば、n 次元球面は {\displaystyle \mathbb {S} ^{n}=\mathbb {R} ^{n}\cup \{\infty \}} として記述でき、これは n 次元ユークリッド空間プラス全ての方向における無限大を表す一点である。特に、一点が n 次元球面から除かれると、{\displaystyle \mathbb {R} ^{n}} に同相になる。これは立体射影の原理である。

## 体積と表面積
一般に、n-次元ユークリッド空間内の n-次元球体および (n + 1)-次元ユークリッド空間内の n-次元球面の n-次元体積は、いずれも半径 R の n-乗に比例する。そこで、半径 R の n-次元球の体積を Vn(R) = VnRn, n-次元球面の体積を Sn(R) = SnRn と書いて、これら比例定数の成す数列 Vn, Sn の性質を記述する。

### 漸化式
半径 R の (n + 1)-次元球体の境界となる n-次元球面の「表面積」（正確には n-次元体積）は同球体の (n + 1)-次元体積との間に、微分方程式
{\displaystyle S_{n}R^{n}={\frac {dV_{n+1}R^{n+1}}{dR}}={(n+1)V_{n+1}R^{n}}}
によって表される関係を持つ。あるいは同じことだが、単位 (n + 1)-次元球体を無数の同心 n-次元「球殻」の合併として表すことにより
{\displaystyle V_{n+1}=\int _{0}^{1}S_{n}r^{n}\,dr={\frac {S_{n}}{n+1}}}
を得る。
(n + 2)-次元単位球面を、各部分が何れも円（一次元球面）と n-次元球面との直積として得られる (n + 1)-次元のトーラスとなっているような和集合として表すこともできる。r = cos(θ) かつ r2 + R2 = 1, 従って R = sin(θ) かつ dR = cos(θ) dθ と置くと、
{\displaystyle {\begin{aligned}S_{n+2}&=\int _{0}^{\pi /2}(S_{1}r)(S_{n}R^{n})\,d\theta =\int _{0}^{\pi /2}S_{1}S_{n}R^{n}\cos \theta \,d\theta \\&=\int _{0}^{1}S_{1}S_{n}R^{n}\,dR=S_{1}\int _{0}^{1}S_{n}R^{n}\,dR\\&=2\pi V_{n+1}\end{aligned}}}
を得る。ここで S1 = 2πV0 だから、任意の n ≥ 0 に対し等式
Sn+1 =  2πVn が成り立つ。
以上の漸化式をまとめると
{\displaystyle V_{0}=1,\,V_{n+1}=S_{n}/(n+1),}
{\displaystyle S_{0}=2,\,S_{n+1}=2\pi V_{n}}
ということになる。

### 閉じた形
上記の二つの漸化式から Vn+2 = 2πVn⁄(n+2) であり、k に関して帰納的に
{\displaystyle V_{2k}={\frac {\pi ^{k}}{k!}},\,V_{2k+1}={\frac {2(2\pi )^{k}}{(2k+1)!!}}={\frac {2k!(4\pi )^{k}}{(2k+1)!}}}
を示すことは容易である。ただし !! は二重階乗を表す。これは奇数 2k + 1 に対して (2k + 1)!! = 1⋅3⋅5⋅…⋅(2k − 1)(2k + 1) と定義されている。
一般に、n-次元単位球体の（n-次元ユークリッド空間内での）体積は
{\displaystyle V_{n}={\frac {\pi ^{n/2}}{\Gamma ({\frac {n}{2}}+1)}}}
によって与えられる、ただし Γ はガンマ関数であり、Γ(1/2) = √π, Γ(1) = 1, Γ(x + 1) = xΓ(x) を満たす。
Vn に Rn を掛け、R について微分して R = 1 とおくと、閉じた形
{\displaystyle S_{n-1}={\frac {2\pi ^{n/2}}{\Gamma ({\frac {n}{2}})}}}
を得る。

### 他の関係

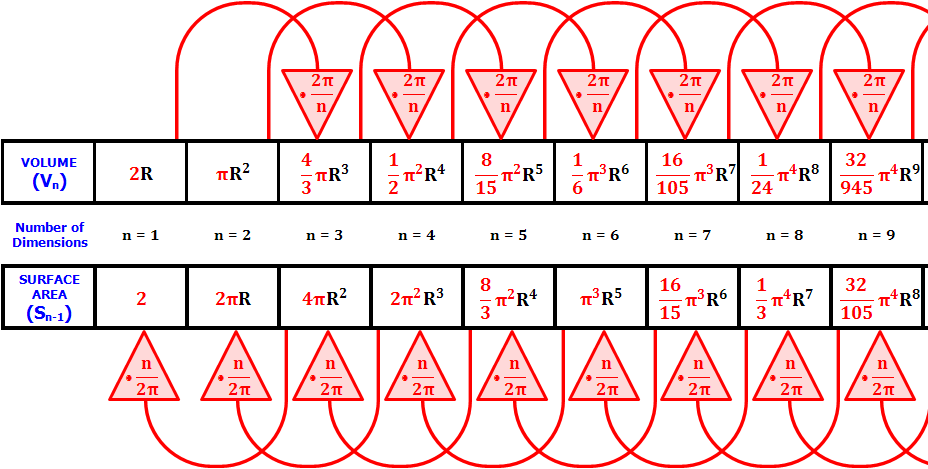
（n はユークリッド空間の次元であり、体積がここにリストされている球体の内在的次元でもあるが、表面積がここにリストされている球面の内在的次元よりも 1 大きいことに注意。）曲がった赤の矢印は異なる n に対する公式の間の関係を示す。各矢印の指す先の式はその矢印の始点の式に矢印の頭の因子を掛けたものに等しい。もし下の矢印の向きを逆にすれば、それらの矢印の頭は 2/(n − 2) を掛けることを示すことになる。別の言い方をすれば、n + 2 次元空間内の球面の表面積 S_{n + 1} はちょうど、2R を、n 次元空間内の球面によって囲まれる体積 V_{n} に掛けたものである。

漸化式は結合して図にかかれているように表面積に対して「逆向きの」漸化関係を与えることができる：
{\displaystyle S_{n-1}={\frac {n}{2\pi }}S_{n-1+2}}
すると添え字を n から n − 2 にシフトすることで漸化式
{\displaystyle V_{n}={\frac {2\pi }{n}}V_{n-2}}
{\displaystyle S_{n-1}={\frac {2\pi }{n-2}}S_{n-1-2}}
を得る、ただし S0 = 2, V1 = 2, S1 = 2π, V2 = π.
{\displaystyle V_{n}} に対する漸化関係も 2 次元極座標での積分を経由して証明できる：
{\displaystyle {\begin{aligned}V_{n}&=\int _{0}^{1}\int _{0}^{2\pi }V_{n-2}({\sqrt {1-r^{2}}})^{n-2}\,r\,d\theta \,dr\\[6pt]&=\int _{0}^{1}\int _{0}^{2\pi }V_{n-2}(1-r^{2})^{n/2-1}\,r\,d\theta \,dr\\[6pt]&=2\pi V_{n-2}\int _{0}^{1}(1-r^{2})^{n/2-1}\,r\,dr\\[6pt]&=2\pi V_{n-2}\left[-{\frac {1}{n}}(1-r^{2})^{n/2}\right]_{r=0}^{r=1}\\[6pt]&=2\pi V_{n-2}{\frac {1}{n}}={\frac {2\pi }{n}}V_{n-2}.\end{aligned}}}

## 球座標系
3 次元ユークリッド空間に対して定義される球面座標系に類する座標系を n 次元ユークリッド空間において定義できる。座標は動径座標 r と n − 1 個の偏角座標 {\displaystyle \phi _{1},\phi _{2},\dots ,\phi _{n-1}\,} からなる、ただし {\displaystyle \phi _{n-1}\,} は {\displaystyle [0,2\pi )\,} ラジアン（あるいは [0, 360) 度）の範囲を動き、他の角度は {\displaystyle [0,\pi ]\,} ラジアン（あるいは [0, 180] 度）の範囲を動く。{\displaystyle \ x_{i}} が直交座標であれば、{\displaystyle x_{1},\ldots ,x_{n}} を {\displaystyle r,\phi _{1},\ldots ,\phi _{n-1}} から次によって計算できる：
{\displaystyle {\begin{aligned}x_{1}&=r\cos(\phi _{1})\\x_{2}&=r\sin(\phi _{1})\cos(\phi _{2})\\x_{3}&=r\sin(\phi _{1})\sin(\phi _{2})\cos(\phi _{3})\\&\vdots \\x_{n-1}&=r\sin(\phi _{1})\cdots \sin(\phi _{n-2})\cos(\phi _{n-1})\\x_{n}&=r\sin(\phi _{1})\cdots \sin(\phi _{n-2})\sin(\phi _{n-1})\,.\end{aligned}}}
下で述べる特別な場合を除いて逆変換は一意である：
{\displaystyle {\begin{aligned}r&={\sqrt {{x_{n}}^{2}+{x_{n-1}}^{2}+\cdots +{x_{2}}^{2}+{x_{1}}^{2}}}\\\phi _{1}&=\operatorname {arccot} {\frac {x_{1}}{\sqrt {{x_{n}}^{2}+{x_{n-1}}^{2}+\cdots +{x_{2}}^{2}}}}=\arccos {\frac {x_{1}}{\sqrt {{x_{n}}^{2}+{x_{n-1}}^{2}+\cdots +{x_{1}}^{2}}}}\\\phi _{2}&=\operatorname {arccot} {\frac {x_{2}}{\sqrt {{x_{n}}^{2}+{x_{n-1}}^{2}+\cdots +{x_{3}}^{2}}}}=\arccos {\frac {x_{2}}{\sqrt {{x_{n}}^{2}+{x_{n-1}}^{2}+\cdots +{x_{2}}^{2}}}}\\&\vdots \\\phi _{n-2}&=\operatorname {arccot} {\frac {x_{n-2}}{\sqrt {{x_{n}}^{2}+{x_{n-1}}^{2}}}}=\arccos {\frac {x_{n-2}}{\sqrt {{x_{n}}^{2}+{x_{n-1}}^{2}+{x_{n-2}}^{2}}}}\\\phi _{n-1}&=2\operatorname {arccot} {\frac {x_{n-1}+{\sqrt {x_{n}^{2}+x_{n-1}^{2}}}}{x_{n}}}={\begin{cases}\arccos {\frac {x_{n-1}}{\sqrt {{x_{n}}^{2}+{x_{n-1}}^{2}}}}&x_{n}\geq 0\\2\pi -\arccos {\frac {x_{n-1}}{\sqrt {{x_{n}}^{2}+{x_{n-1}}^{2}}}}&x_{n}<0\end{cases}}\,.\end{aligned}}}
ただし、ある k に対して {\displaystyle x_{k}\neq 0} であるが {\displaystyle x_{k+1},\ldots ,x_{n}} がすべて 0 であれば、{\displaystyle x_{k}>0} のとき {\displaystyle \phi _{k}=0} であり、{\displaystyle x_{k}<0} のとき {\displaystyle \phi _{k}=\pi } ラジアン（180度）である。
逆変換が一意でない特別な場合がある； {\displaystyle x_{k},x_{k+1},\ldots ,x_{n}} がすべて 0 であるときにはいつでも、任意の k に対して {\displaystyle \phi _{k}} は ambiguous になる； この場合 {\displaystyle \phi _{k}} は 0 と選ぶことができる。

### 球面体積要素
ラジアンで角度を表すとき、n 次元ユークリッド空間における体積要素は変換
{\displaystyle {\begin{aligned}d^{n}V&=\left|\det {\frac {\partial (x_{i})}{\partial (r,\phi _{j})}}\right|dr\,d\phi _{1}\,d\phi _{2}\cdots d\phi _{n-1}\\[6pt]&=r^{n-1}\sin ^{n-2}(\phi _{1})\sin ^{n-3}(\phi _{2})\cdots \sin(\phi _{n-2})\,dr\,d\phi _{1}\,d\phi _{2}\cdots d\phi _{n-1}\end{aligned}}}
のヤコビアンから見つかるだろう、そして n 次元球の体積の上記の等式は
{\displaystyle V_{n}=\int _{\phi _{n-1}=0}^{2\pi }\int _{\phi _{n-2}=0}^{\pi }\cdots \int _{\phi _{1}=0}^{\pi }\int _{r=0}^{R}d^{n}V\,}
を積分することによって再び得ることができる。(n − 1) 次元球面の体積要素は、2 次元球面の面積要素を一般化するが、
{\displaystyle d_{S^{n-1}}V=\sin ^{n-2}(\phi _{1})\sin ^{n-3}(\phi _{2})\cdots \sin(\phi _{n-2})\,d\phi _{1}\,d\phi _{2}\cdots d\phi _{n-1}}
によって与えられる。角度座標上の直交基底の自然な選択は j = 1, 2, ..., n − 2 に対してゲーゲンバウアー多項式
{\displaystyle {\begin{aligned}&{}\quad \int _{0}^{\pi }\sin ^{n-j-1}(\phi _{j})C_{s}^{((n-j-1)/2)}(\cos \phi _{j})C_{s'}^{((n-j-1)/2)}(\cos \phi _{j})\,d\phi _{j}\\[6pt]&={\frac {\pi 2^{3-n+j}\Gamma (s+n-j-1)}{s!(2s+n-j-1)\Gamma ^{2}((n-j-1)/2)}}\delta _{s,s'}\end{aligned}}}
の積であり、角度 j = n − 1 に対して球面調和関数と一致して e isφj である。

## 立体射影
3次元に埋め込まれた 2 次元球面が 2 次元平面の上へと立体射影によって写像できるのと全く同じように、n 次元球面は n 次元超曲面の上へと立体射影の n 次元バージョンによって写像することができる。例えば、半径 1 の 2 次元球面上の点 {\displaystyle \ [x,y,z]} は xy 平面上の点 {\displaystyle \left[{\frac {x}{1-z}},{\frac {y}{1-z}}\right]} に写る。言い換えると、
{\displaystyle \ [x,y,z]\mapsto \left[{\frac {x}{1-z}},{\frac {y}{1-z}}\right].}
同様に、半径 1 の n 次元球面 {\displaystyle \mathbf {S} ^{n-1}} のステレオグラフ射影は {\displaystyle \ x_{n}} 軸に垂直な {\displaystyle n-1} 次元超平面 {\displaystyle \mathbf {R} ^{n-1}} に次のように写る
{\displaystyle [x_{1},x_{2},\ldots ,x_{n}]\mapsto \left[{\frac {x_{1}}{1-x_{n}}},{\frac {x_{2}}{1-x_{n}}},\ldots ,{\frac {x_{n-1}}{1-x_{n}}}\right].}

## ランダムな点を生成する

### (n−1) 次元球面から一様に無作為に
一様に分布したランダム点を (n − 1) 次元球面（すなわち n 次元球の表面）上に生成するために、Marsaglia (1972) は以下のアルゴリズムを与える。
正規分布に従う n 次元ベクトル {\displaystyle \mathbf {x} =(x_{1},x_{2},\ldots ,x_{n})} を生成する（実は分散の選択は任意であるが N(0, 1) を使うので十分である）。
今この点の「半径」 {\displaystyle r={\sqrt {x_{1}^{2}+x_{2}^{2}+\cdots +x_{n}^{2}}}} を計算する。
ベクトル {\displaystyle {\frac {1}{r}}\mathbf {x} } は単位 n 次元球の表面上一様に分布している。

#### 例
例えば、n = 2 のとき正規分布 exp(−x12) は別の軸 exp(−x22) 上拡大されたとき掛けた後 exp(−x12−x22) あるいは exp(−r2) の形を取り、したがって原点からの距離のみに依存する。

#### 別の方法
超球面上ランダム分布を生成する別の方法は超球の外にある点を除く単位超球を含む超立方体上の一様分布を作って残りの内点を原点から表面の上に外へ射影することである。これは一様分布を与えるが、外点を除く必要がある。超球の超立方体に対する相対的な体積は非常に急速に次元とともに減少するから、この手続はかなり小さい数の次元に対してのみ高い確率で成功する。
ウェンデルの定理は生成される全ての点が超球面の同じ半分にある確率を与える。

### n次元球から一様に無作為に
n 次元球の表面から一様に無作為に選ばれた点とともに、n 次元球内の一様に無作為に点を得るためには半径のみが必要である。u が区間 [0, 1] から一様に無作為に生成された数であり x が一様に無作為に n 次元球の表面から選ばれた点であれば、u1/nx は全単位 n 次元球上一様に分布している。

## 具体的な球面
0 次元球面ある R > 0 に対して離散位相を持った点の対 {±R} 。不連結な唯一の球面。自然なリー群構造を持ち、O(1) に同型。平行化可能。自己交叉を許して滑らかかつ連続的に1次元空間内で裏返しができる。
1 次元球面円とも呼ばれる。非自明な基本群を持つ。可換リー群構造 U(1), 円周群。実射影直線 RP1 に位相同型。平行化可能。SO(2) = U(1).
2 次元球面球面とも呼ばれる。複素構造； リーマン球面参照。リーマン球面 CP1 に等しい。SO(3)/SO(2). 自己交叉を許して滑らかかつ連続的に3次元空間内で裏返しができる（スメールのパラドックス）。
3 次元球面平行化可能、2 次元球面上主 U(1) 束、リー群構造 Sp(1), また、
{\displaystyle \operatorname {Sp} (1)\cong \operatorname {SO} (4)/\operatorname {SO} (3)\cong \operatorname {SU} (2)\cong \operatorname {Spin} (3)}.
4 次元球面四元射影直線 HP1 に等しい。SO(5)/SO(4).
5 次元球面CP2 上主 U(1) 束。SO(6)/SO(5) = SU(3)/SU(2).
6 次元球面純単位八元数の集合から来る概複素構造。SO(7)/SO(6) = G2/SU(3). 自己交叉を許して滑らかかつ連続的に7次元空間内で裏返しができる。
7 次元球面単位八元数の集合として位相的擬群構造。S4 上主 Sp(1) 束。平行化可能。SO(8)/SO(7) = SU(4)/SU(3) = Sp(2)/Sp(1) = Spin(7)/G2 = Spin(6)/SU(3). 7 次元球面は特に面白いなぜなら最初の異種球面が発見されたのはこの次元においてだったから。
8 次元球面八元射影直線 OP1 に等しい。
23 次元球面最も高密度な球充填は 24 次元空間において可能であり、これはリーチ格子の一意的なクオリティーに関係している。